# ランボルギーニ・LM002
LM002はイタリアの自動車メーカー、ランボルギーニが1986年から1993年にかけて発売していたオフロード4WD車である。

## 概要
鋼管スペースフレーム、FRP製アウターパネル、アルミ製ドアからなるボディに、カウンタックの5.2L - V型12気筒“クアトロバルボーレ”（4バルブ）をガソリンの質の悪い地域も考慮に入れて仕様変更、砂漠などの悪環境も考慮したエアクリーナー、酷暑地域も考慮した大型ラジエーターなどの変更などと共に、オフロード走行に適するように改良された。エンジンは最高出力450PS/6,800rpm、最大トルク51.0kgm/4,500rpmを発揮し、2.7tの車両総重量を最高速度206km/hまで引っ張る。
ドライブトレインは副変速機付きトランスファーとZF製5速MTを備えたフルタイム4WDを採用。燃費向上のため、後輪駆動にすることも可能であった。タイヤはパンクしても走行が可能なピレリ製の専用品（「スコルピオ」325/65VR17）を装着。乗車定員はキャビン内の独立シートに4人、ボディ後部はトランク、もしくはエクストラで2人乗れる荷台となっている。燃料タンクは290Lと大型トラック並みの大容量をもっていた。
シートやトリムの部分には本皮革をふんだんに使用し、エアコンやオーディオ、厚みのあるカーペットまで装備するなど、インテリアはエクステリアの印象と打って変わって高級車そのものであり、まさに現代におけるプレミアムSUVの先駆けともいえる存在であった。1993年に生産終了、総生産台数328台。

## 経緯
元々はアメリカ「MTI（モビリティ・テクノロジー・インターナショナル）」の依頼を受けてランボルギーニが製作したミッドシップのアメリカ軍向け高機動車のプロトタイプ「チーター」に起源があり、「チーター」は1977年の「ジュネーブ・ショー」において発表された。
1981年の「ジュネーブ・ショー」において「チーター」を民生用にモディファイしたプロトタイプ「LM001」が展示された。「LM001」にはアメリカン・モーターズ（AMC）製5.9LのV型8気筒エンジンがリア・ミッドシップ（横置き）に搭載されていた。
ランボルギーニ製V型12気筒をリアに横置き搭載したプロトタイプ「LMA」を経て、1982年にV12エンジンをフロント（縦置き）に移動させた「LM002」が発表され、1986年から市販が開始された。
ちなみにLMシリーズには「LM002」の後のプロトタイプとして、フォルクスワーゲン製3,590ccターボチャージド・ディーゼル・エンジンを搭載する「ランボルギーニ・LM003 」と、マリーニ・ランボルギーニ製パワーボート・オフショアクラス用のL804型V12エンジンを搭載してみた「ランボルギーニ・LM004」が存在した。

## モデルとバリエーション
LM002
1982年に発表された当初は、V型12気筒 4,754ccエンジンを搭載していた。
1986年以降の市販車は、カウンタック・5000QV（クアトロバルボーレ）と同様のV型12気筒 48バルブ 5,167ccエンジンを搭載するようになった。
LM002 エステート
通称：LM002 ブルネイ
1989年、ブルネイ王国ハサナル・ボルキアのための特装車として、トリノにあったボディショップにおいて架装された。リヤ・オーバーハングを延長してスペースを拡大し、ハイルーフを備えて、定員は7名。当初は白に塗装されていたが、その後ライト・グリーンを経てシルバーに塗り替えられた。
LM002 アメリカーナ
通称：LM002 アメリカン
1992年の北米国際オートショーにおいて最終仕様モデルとして発表され、60台限定で発売された。アメリカの排出ガス規制に対応させるため、同社のディアブロとほぼ同様の電子式燃料噴射装置を備えたエンジンを搭載して、出力も492psへと向上している。エクステリアに専用のボンネット、バンパー、専用デカール、OZ製ホイールを装備するとともに、インテリアにも手が加えられている。

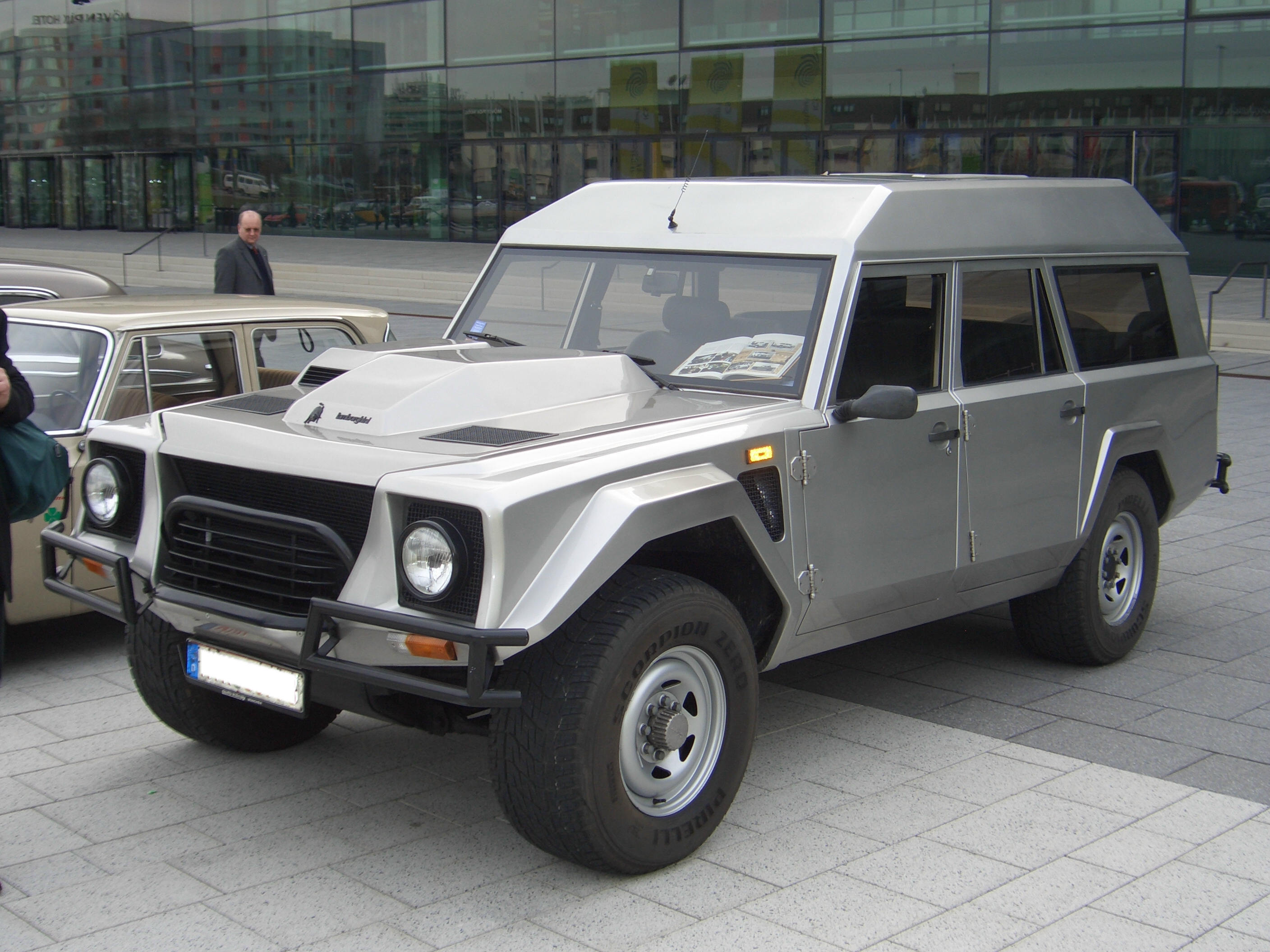
LM002 エステート
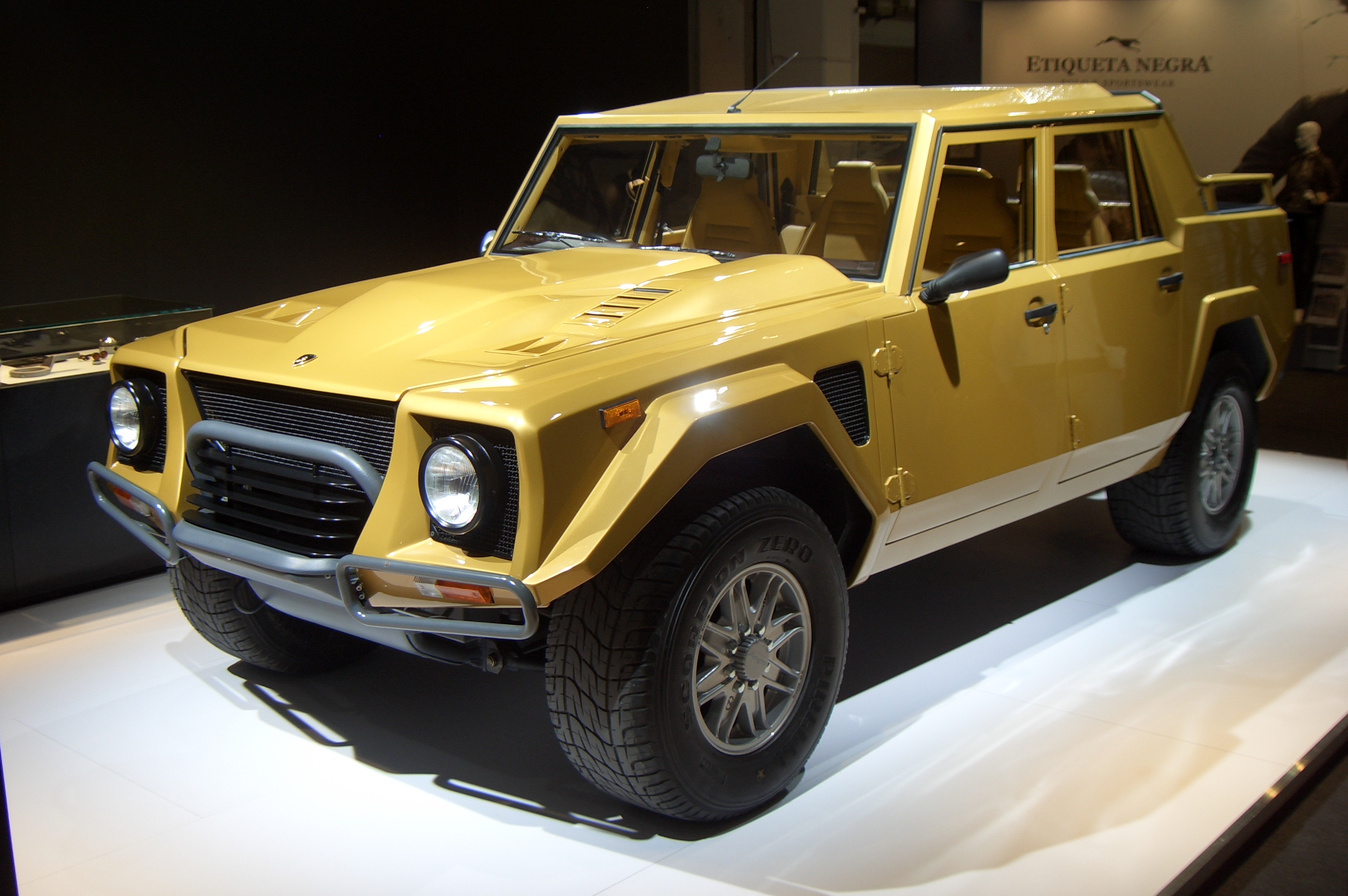
LM002 アメリカーナ

## レース用車両
LM002 エヴォリツォーネ（1988年）
別名：LM002 パリダカール
パリダカールラリー仕様車。2台が製作された。白く塗装された車両がランボルギーニのファクトリー製、オレンジ色の車両はスイスのレーシングチームが製作したもの。うち一台は1977年WRCドライバーズカップを獲得したイタリアの英雄サンドロ・ムナーリがステアリングを握る予定であったが、プロジェクトは頓挫した。1987年ファラオ・ラリーでデビュー予定であったがスポンサーの撤退で不参加、翌年ギリシャのラリーではマリオ・マヌッチがドライブするもマシントラブルでリタイア。以降はワークスとしての活動は消滅した。代わりにダカールには数台のプライベーターがLM002で参戦したが、いずれも完走できずリタイアとなった。